# Chinese Exclusion Act

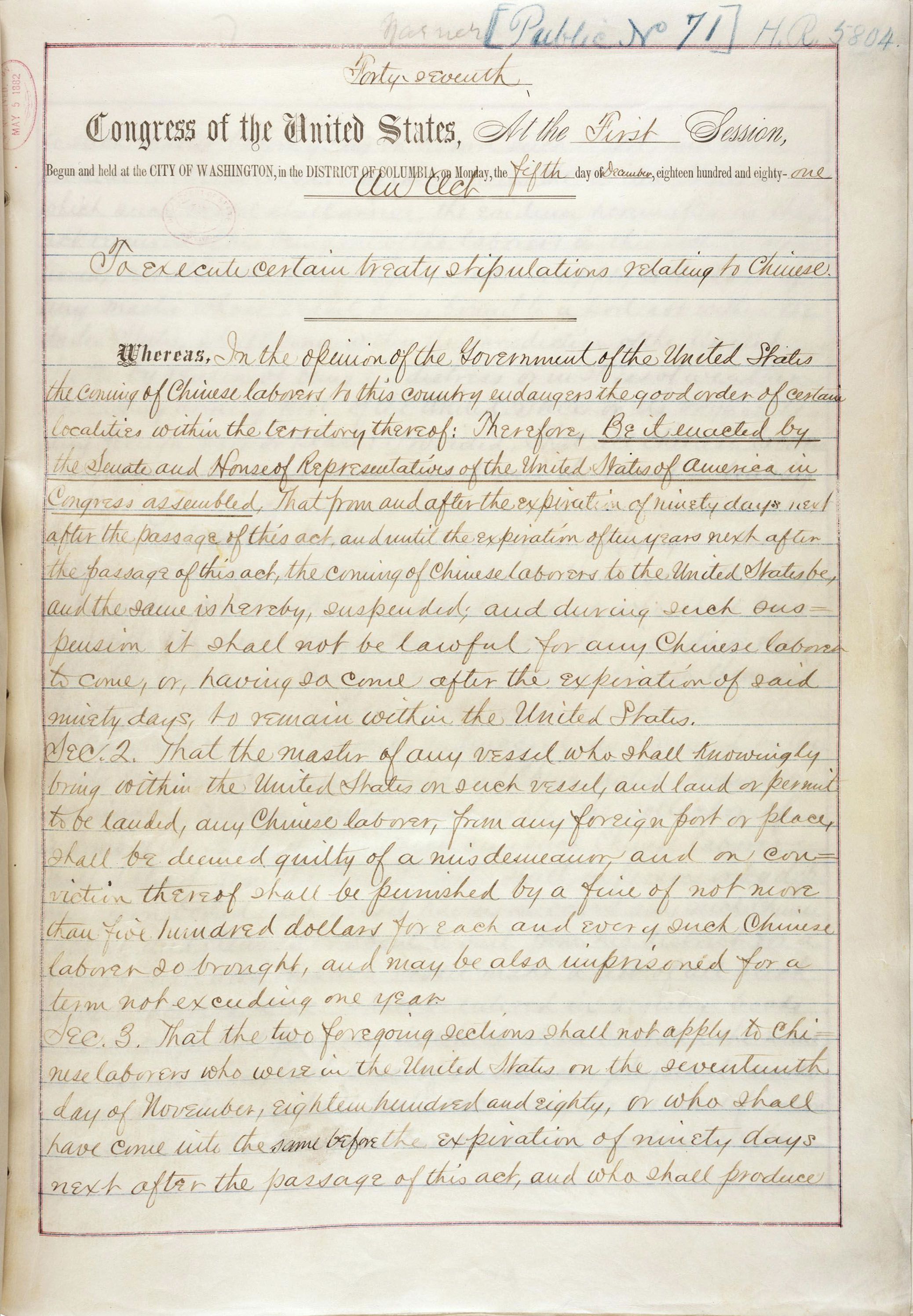
Die erste Seite des Chinese Exclusion Act

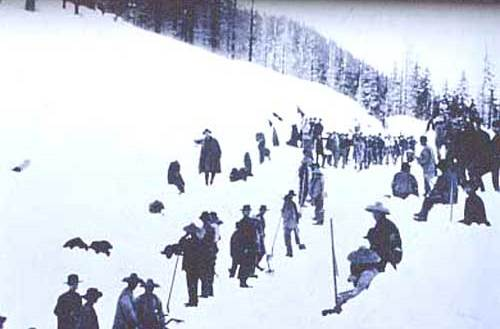
Chinesische Immigranten beim Bau der ersten Transkontinentalen Eisenbahn

Der Chinese Exclusion Act (deutsch Gesetz zum Ausschluss der Chinesen) war ein Bundesgesetz der Vereinigten Staaten, das vom US-Kongress am 6. Mai 1882 verabschiedet wurde. Der Chinese Exclusion Act führte inhaltlich die 1880 erfolgte Revision des 1868 geschlossenen Burlingame Treaty fort. Mit der Revision des Burlingame Treaty war die Zuwanderung chinesischer Migranten in die USA suspendiert worden, eine Maßnahme, die mit dem Chinese Exclusion Act gesetzlich festgeschrieben wurde.

## Geschichte und Bestimmungen
Der Chinese Exclusion Act bestimmte, dass für eine Dauer von zehn Jahren keine chinesischen Arbeiter (englisch: laborers) mehr in die Vereinigten Staaten einwandern durften. Auch Antragsteller, die  Geschäftsleute oder hochqualifizierte Fachkräfte waren, wurden oft kurzerhand als Arbeiter eingestuft, um ihnen die Einreise zu verwehren.
1884 folgten Nachtragsgesetze (Chinese Exclusion Act, 1884 Amendments), die die Zuwanderung erschwerten. So wurde es Einwanderern verwehrt, nach einer Ausreise wieder in die USA zurückzukehren. Die Beschränkungen wurden ausgeweitet auf die chinesische Ethnie, unabhängig von der Nationalität eines Bewerbers. Die Vorschriften des Chinese Exclusion Acts konnten in der Folge auch auf Chinesen angewandt werden, die Staatsbürger anderer Staaten als China waren. Sogar amerikanische Staatsbürger chinesischen Ursprungs waren nicht ausgenommen. Durch den 1892 verabschiedeten Geary Act wurde die Gültigkeit der Bestimmungen des Chinese Exclusion Act um 10 Jahre verlängert. 1902 erfolgte eine weitere Verlängerung, dieses Mal auf unbestimmte Zeit.
1943 mit dem Magnuson Act wurde der Chinese Exclusion Act tendenziell aufgehoben. Die Immigration chinesischer Bewerber wurde grundsätzlich wieder zugelassen, fiel infolge der allgemeinen Einwanderungsgesetze von 1921 und 1924 jedoch unter eine Quotenregelung, nach der pro Jahr nicht mehr als 105 chinesische Neumigranten einreisen durften. Erst mit dem Immigration and Nationality Services Act  aus dem  Jahr 1965 wurden diese Quoten aufgehoben, so dass erst ab 1965 wieder chinesischen Einwanderern in nennenswerter Zahl die Einreise in die USA ermöglicht wurde.

## Hintergrund
In der ersten Hälfte des 19. Jahrhunderts wanderten nur relativ wenige Chinesen in die Vereinigten Staaten ein. Nach amtlichen Statistiken kamen etwa 1853 nur 42 Chinesen nach Amerika – wenngleich ihre tatsächliche Anzahl höher gelegen haben dürfte. Danach stiegen die Zahlen; 1854 wurden bereits 13.100 chinesische Einwanderer registriert. 1880 lebten ca. 100.000 Chinesen in Amerika, die meisten von ihnen an der Westküste in Kalifornien und auf Hawaii, das damals aber noch nicht zu den USA gehörte.
Der Chinese Exclusion Act wurde veranlasst durch eine anti-chinesische politische Strömung im Westen der USA. Vor dem Hintergrund einer Wirtschaftskrise in den 1870er Jahren verband man mit den chinesischen Einwanderern die Gefahr des Lohndumpings und sah sie als Konkurrenten um die weniger gewordenen Arbeitsplätze. Da der Anteil der Chinesen an den Einwanderern insgesamt jedoch vergleichsweise gering war (1854 3,1 %, 1882 5,0 % mit etwa 39.000), ist die Verabschiedung des Chinese Exclusion Act, der sich ausschließlich gegen Chinesen richtete, wohl hauptsächlich auf einen mit Xenophobie und Rassismus einhergehenden, antichinesischen Nativismus zurückzuführen.
Der Chinese Exclusion Act war das erste Immigrationsgesetz in der Geschichte der USA, das die Einwanderung einer Gruppe von Menschen aufgrund ihrer ethnischen Zugehörigkeit einschränkte. In einer von der kaiserlich-japanischen und der US-Regierung ausgehandelten Sperre (Gentlemen’s Agreement 1907) wurde knapp 25 Jahre später auch der Zuzug von Japanern in die Vereinigten Staaten begrenzt. Auch in Australien, Kanada und in Neuseeland bestanden zeitweilig Gesetze mit einer ähnlich ethnisch-restriktiven Tendenz.
Trotz des Chinese Exclusion Act und der Folgegesetze riss der Zustrom chinesischer Einwanderer in die USA nicht vollständig ab, sank jedoch drastisch. Von 1910 bis 1940 betrieb der Immigration and Naturalization Service eine Einwanderungsstelle auf Angel Island bei San Francisco, in der man chinesische Bewerber oft monatelang auf die Erlaubnis zur Einreise warten ließ. Aufgrund der Verschlechterung der Rechtsstellung und der weit verbreiteten Sinophobie verließen in den folgenden Jahrzehnten Zehntausende chinesischer Einwanderer wieder das Land.